# Ferreria de Sant Josep
La Ferreria de Sant Josep era una fàbrica metal·lúrgica, actualment desapareguda, situada al barri de Sants de Barcelona.

## Història i descripció
El 1851, Francesc Castanys i Masoliver publicà una Memoria, presupuesto y bases para el establecimiento de una gran empresa de ferreria y fundición por el sistema más moderno y económico de altos hornos a cargo de una sociedad anónima, bajo el augusto nombre de Doña Isabel II, protectora de la industria. Tanmateix, el projecte no va concretar fins a l'abril del 1857 com la societat comanditària per accions Castanys i Cia, amb un capital de 2 milions de rals.
Els gerents eren el mateix Castanys i Llorenç Haase, i la ferreria s'instal·là al municipi de Sants, a l'actual emplaçament de la plaça de La Farga i al carrer de la Ferreria. Tenia un alt forn, sis forns de pudelació i quatre d'afinament, amb una força motriu de 102 CV que feia funcionar dos trens de cilindres, el torn, la bomba i el martinet. Es dedicava a la fosa i l'elaboració de ferro de primera i segona classe (amb més o menys contingut de carboni). Tanmateix, el 1860 es declarà en fallida i en foren nomenats síndics Nicolau Tous, Miquel Mateu i Serra Calsina.
El 1875, la fàbrica va ser adquirida per Ignasi Marquès i Bolet, que hi traslladà la Ferreria de Sant Josep de Vilanova i la Geltrú. Dedicada sobre tot a la producció de biguetes i ferradures per al bestiar, s'alimentava d'un jaciment d'hematites de la serra de les Ferreres (Gavà). Marquès morí de còlera l'agost del 1885 i l'empresa va ser continuada per la seva vídua Isabel Bolet sota la raó social Vídua d'Ignasi Marquès. El 1889 s'hi produí l'explosió d'una caldera, ocasionant la mort del calderer, i la ferreria tancà a finals de segle, reobrint el 1900 en un nou emplaçament a l'Hospitalet de Llobregat.